# Myxomolgus myxicolae
Myxomolgus myxicolae is een eenoogkreeftjessoort uit de familie van de Sabelliphilidae. De wetenschappelijke naam van de soort is voor het eerst geldig gepubliceerd in 1958 door Bocquet & Stock.